# Cargo Records
Cargo Records ist ein 1992 gegründeter britischer Schallplattenvertrieb für Independent-Musik. Das in London ansässige Unternehmen beliefert den Einzelhandel des Vereinigten Königreichs direkt, im Rest der Welt beliefert es andere regionale Vertriebe.
Cargo vertreibt die Platten von vielen britischen und amerikanischen Labels der gitarrenbasierten Indie-Szene und sorgt auch für die Promotion der Platten. Der Vertrieb brachte Bands wie blink-182, The White Stripes und Devendra Banhart auf den Markt, bevor sie einen Major-Vertrag bekamen und allgemein bekannt wurden. Seit neuestem hat der Vertrieb auch einen Webshop, so dass auch der Endkunde direkt bei Cargo kaufen kann. Aus Deutschland gehört u. a. Skullboogey zum Portfolio.